# Winnipeg Blue Bombers
I Winnipeg Blue Bombers sono una franchigia professionistica di football canadese con sede a Winnipeg, Manitoba. I Blue Bombers sono membri della East Division della Canadian Football League. Disputano le loro partite casalinghe nell'Investors Group Field, a partire da giugno 2013.

## Storia
I Blue Bombers sono stati fondati nel 1930. Nel 2019 hanno vinto la Grey Cup per l'undicesima volta nella loro storia e dopo 29 anni di digiuno. Tale cifra li pone al terzo posto tra le franchigie più vincenti di tutti i tempi, sia attive che defunte. Vantano il record per il maggior numero di partecipazioni alla finalissima (25) e sono stati inoltre la prima franchigia non proveniente dall'Ontario o dal Québec a vincere un campionato. I Blue Bombers hanno vinto 20 volte la West Division e 7 volte la East Division.